# La Princesa de Cléveris
La Princesse de Clèves o Cléveris es una novela francesa que se publicó de forma anónima en marzo de 1678. Es considerada por muchos como el comienzo de la tradición moderna de la novela psicológica (por la gran introspección en los personajes), y como una obra clásica. Se atribuye su autoría a Madame de La Fayette.
La acción tiene lugar entre octubre de 1558 y noviembre de 1559 en la corte de Enrique II de Francia, así como en algunos otros lugares de Francia. La novela recrea la época con notable precisión, por lo que en muchas ocasiones se la llama también novela histórica.

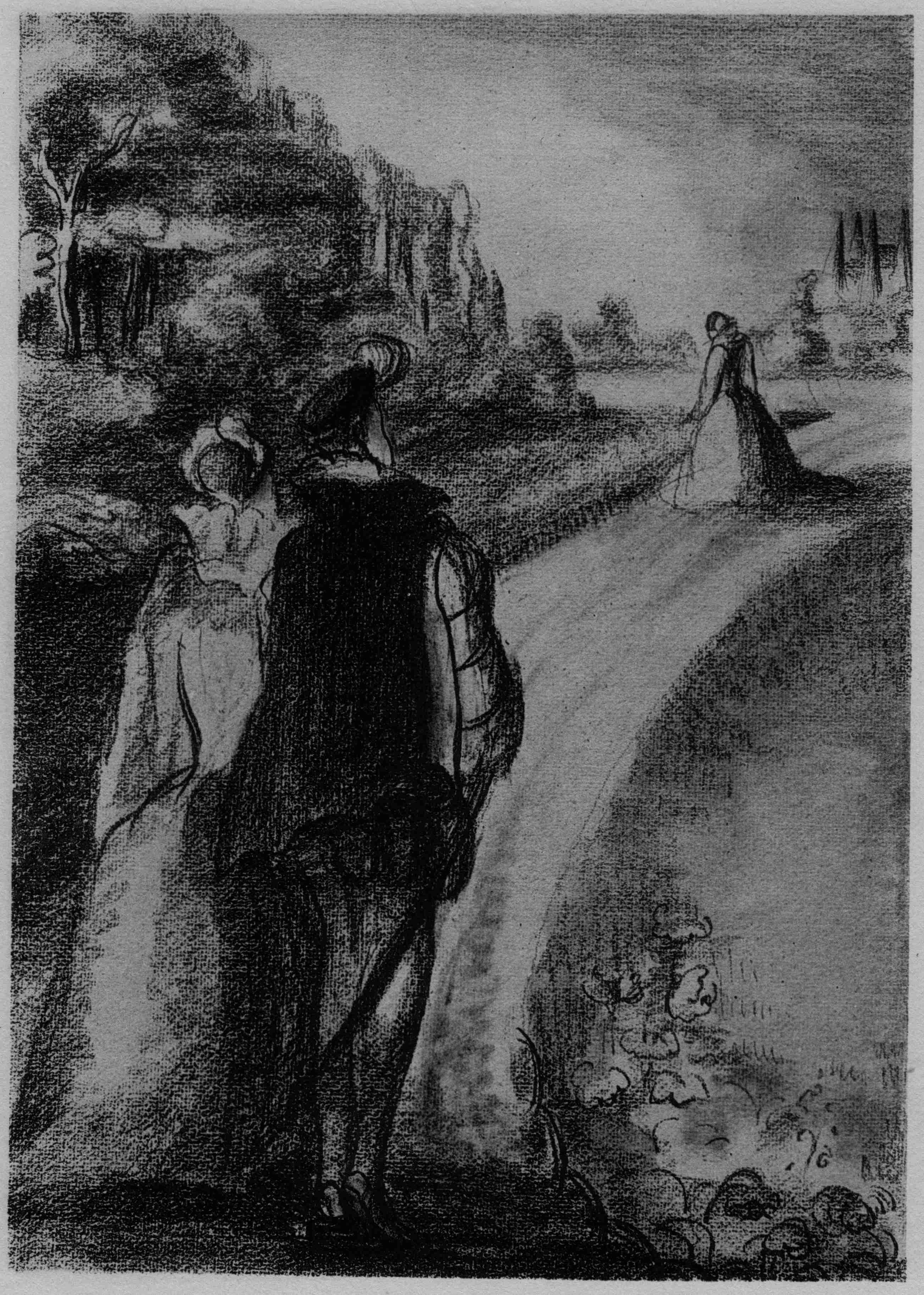
Ilustración de Jeanne Rosoy (fl. 1920 - 1929) en la portada de una edición de 1929.

Casi todos los personajes—aunque no así la heroína—son figuras históricas. Acontecimientos e intrigas se desarrollan con gran fidelidad al registro documental, y la novela se considera a menudo como uno de los primeros ejemplos de ficción histórica occidental.
En español se ha publicado con el título La princesa de Clèves en traducción de Anselmo Jover Peralta (Editorial Sopena, 1944); de Vicente Clavel (Salvat, 1972);  de Ricard Permanyer (Planeta, 1983); de Nicole d'Amonville Alegría (Literatura, Random House, 2010) y de Emma Calatayud (Bruguera-Ediciones B, 1982; Nórdica Libros, 2014).

## Precedentes
La Princesa de Cléveris muestra el importante papel que exponían las mujeres en la literatura y en la vida cultural del siglo XVII, marcada especialmente por el preciosismo. Madame de La Fayette había visitado en numerosas ocasiones el salón de Rambouillet propiedad de la marquesa del mismo nombre y que inició la costumbre francesa de los salones. De este salón formaban parte también figuras tan conocidas como Madame de Sévigné o Madeleine de Scudéry
Esta novela fue fuente de inspiración de escritores tan importantes como Honoré de Balzac, Marguerite Duras o André Gide.

## Argumento
La historia transcurre entre octubre de 1558 y noviembre de 1559 en la corte del rey Enrique II y después de su sucesor Francisco II

### Primera parte
La primera parte comienza con una descripción del mundo de la corte francesa «en los últimos años del reinado de Enrique II», una corte llena de hipocresía y pretensiones. Madame de Chartres lleva a su bella y virtuosa hija, Mademoiselle de Chartres, al cumplir dieciséis años, a la corte de Enrique II (una versión disfrazada de la corte de Luis XIV) a buscar un marido con buenas perspectivas, financieramente y en la sociedad. La joven atrae rápidamente la atención de las figuras de la corte y se hace querida y admirada, pero cuando antiguos celos en contra de un pariente provocan intrigas en contra de la ingenua joven, los mejores prospectos de matrimonio se alejan. La joven decide seguir la recomendación de su madre y aceptar las insinuaciones de un pretendiente amable pero mediocre y aburridor que se había enamorado perdidamente de ella, el príncipe de Cléveris. Ella lo respeta y aprecia, pero no siente un amor apasionado hacia el hombre.
Sin embargo, poco después de su boda (cuando ella ya es conocida como la princesa de Cléveris) conoce al apuesto y carismático duque de Nemours, una figura importante que aspiraba a casarse con la reina de Inglaterra. Los dos se enamoran loca y secretamente, pero no hacen nada para llevar su atracción a otro punto, limitando su contacto a alguna visita ocasional al salón de la princesa. Esto desencadena un poderoso y angustioso conflicto interno en la princesa, quien se debate entre su deber hacia su esposo y la innegable pasión que siente por el duque de Nemours. En su lecho de muerte, Madame de Chartres  le aconseja a su hija abandonar la corte para escapar de sus sentimientos hacia el duque de Nemours.

### Segunda parte
El príncipe de Cléveris le cuenta a su esposa que su amigo Sancerre llevaba dos años enamorado de Madame de Tournon, una viuda de la corte que acababa de morir. La mujer le había prometido casarse con él en secreto, al igual que lo había hecho con Monsieur d'Estouville. Sancerre se enteró del engaño el día de la muerte de Madame de Tournon y comenzó a sentir un intenso dolor por la muerte de su amada y por el descubrimiento de las cartas apasionadas dirigidas a su otro prometido. La princesa se sorprende cuando su marido repite el consejo que le dio a Sancerre: «La sinceridad me conmueve de tal manera que creo que si mi amante o incluso mi esposa me confesasen que aman a otro, ello me afligiría pero no me amargaría. Dejaría el carácter de amante o marido, para aconsejarla y compadecerla».
Por petición de su marido, Madame de Cléveris vuelve a París y se da cuenta del amor que siente por ella el duque de Nemours, quien había renunciado por ella a sus pretensiones a la corona inglesa. Es consciente de que debe aprender a esconder sus sentimientos y controlar sus acciones. Aunque ella desea alejarse de Nemours, su marido insiste en que se quede en París.
Durante un torneo, Nemours resulta herido y Madame de Cléveris sólo se preocupa por él, lo que le demuestra sus sentimientos. Sin embargo, tras el torneo, la reina delfina María Estuardo, le confía a la princesa una carta aparentemente escrita por una de las supuestas amantes duque de Nemours, que se le ha caído del bolsillo. Loca de dolor y de celos, sobre todo porque se rumoreaba que el duque de Nemours había tenido recientemente algún amorío secreto, Madame de Cléveris, a quien la reina delfina había dado la carta para ver si podía reconocer la letra, la relee varias veces durante la noche.

### Tercera parte
El vídamo de Chartres y tío de la princesa, es un galante cortesano que mantiene una relación romántica secreta con otra dama de la corte, Madame de Thémines. El vídamo acude a ver al duque de Nemours a su casa, le confiesa que la carta estaba dirigida a él y le pide que le ayude a esconderla. En efecto, el vídamo de Chartres era a la vez el amante platónico de la reina, y le había asegurado que le era perfectamente fiel, mientras aún mantenía una relación con la Madame de Thémines, de lo que esta carta sería prueba. Se crea mucha ansiedad en la corte por la revelación del contenido de esta carta, ya que podría dañar la reputación de los involucrados, particularmente de la reina delfina. El vídamo le pide al duque de Nemours que diga que la carta era para él, pero éste se niega por miedo a que Madame de Cléveris lo crea. 
La princesa de Cléveris se percata de la situación cuando su tío mismo se la explica, y teme que la carta pueda implicar al duque de Nemours. Sabe que Nemours es conocido por su encanto y éxito con las mujeres, y teme que la carta, si se desconoce su destinatario, pueda atribuírsele, dañando su reputación o incluso involucrándolo en el escándalo. Impulsada por sus crecientes sentimientos hacia Nemours y su deseo de protegerlo, la princesa toma una decisión audaz e inteligente. Orquesta una situación donde se cree que la carta está dirigida a un caballero que ya ha abandonado la corte. Con esto, desvía eficazmente las sospechas de Nemours y la reina delfina, resolviendo la crisis inmediata en torno a la carta.
La reina pide a la reina delfina que recupere la carta, pero Madame de Cléveris  ya no la tiene en su poder. Le encargaron reescribirla junto con el duque de Nemours, lo que les proporcionó exquisitas horas juntos.
Madame de Clèves se da cuenta entonces de que le ama cada vez más y le pide a su marido que se retiren al campo. Él la sigue. Ella entonces decide confesarle que ama a otro hombre, pero no menciona su nombre, a pesar de que monsieur de Cléveris la insta a hacerlo. El duque de Nemours escucha esta conversación y comprende que la princesa de Cléveris hablaba de él. 
El duque de Nemours, exultante, revela esta conversación al vídamo de Chartres usando otros nombres, sin decir que esta experiencia estaba vinculada a él. Pronto toda la corte se entera de este famoso episodio, y la princesa, en el colmo de la desesperación, se lo cuenta a su marido, sospechando que al contárselo ha delatado la identidad de su rival. Ignorantes de la indiscreción del duque de Nemours, se acusan mutuamente de estar detrás del rumor. El príncipe de Cléveris adivina que su esposa está enamorada del duque de Nemours.
Poco después, se celebra un torneo en honor al matrimonio de madame con el Rey de España. El rey, sin embargo, resulta herido en el ojo por un fragmento de lanza durante una justa con el conde de Montgomery. Después de diez días, los médicos declaran que la enfermedad era incurable y el rey muere.

### Cuarta parte
El nuevo rey, Francisco II, es coronado en Reims. Toda la corte va allí. La princesa de Cléveris pidió a su marido que escapara y se trasladara a su casa de campo en Coulommiers. El duque de Nemours se da cuenta de que la princesa de Cléveris no está en Chambord. Al oír una conversación entre el rey, el Príncipe de Cléveris y Madame de Martigues (que había visitado a la Princesa de Cléveris en su casa de campo), dio como pretexto un asunto urgente en París para ir a Coulommiers con el deseo de ver a la princesa. El príncipe de Cléveris, que sospecha del plan del duque de Nemours, envía a un caballero a que espíe a este último. El duque de Nemours se infiltra por primera vez en el estudio abierto de la princesa, donde la sorprende soñando delante de uno de sus retratos. Intenta establecer contacto con ella, pero ella se retira apresuradamente. La segunda noche, intenta volver a verla, pero ella permanece recluida en su habitación. Al tercer día, él la visita con su hermana y ella se da cuenta de que efectivamente es él a quien vio en su oficina dos noches antes.
Cuando el caballero enviado como espía informa al príncipe de Cléveris de la posible presencia del duque de Nemours con su esposa durante dos noches, el príncipe, convencido de que ella lo ha engañado, sufre una violenta fiebre. La princesa  regresa a Blois después de enterarse de su preocupante estado. Mantiene una última conversación con su moribundo marido, durante la cual niega cualquier relación con el duque de Nemours: «la virtud más austera no puede inspirar otra conducta que la que yo he tenido, y nunca he hecho nada que no hubiera deseado que tú presenciaras». Él le cree, la perdona y muere.
Tras la muerte de su marido, la princesa de Cléveris se retira a París en soledad, rechazando todas las visitas y manteniéndose alejada de la vida cortesana. Después de unos meses de soledad, recibe la visita de Madame de Martigues y se entera de que el duque de Nemours está desesperado, que ha dejado todo «comercio de mujeres» y que viene a París muy a menudo. También se cruzará con él sin que él la vea al final de un callejón, en una especie de despacho abierto por todos lados situado en un jardín en el que él está tumbado en un banco. Este encuentro casual provoca una violenta inquietud en el corazón de la princesa y despierta su pasión. Por la mañana, la princesa reconoce desde su ventana al duque de Nemours, que la observa y, sorprendida, parte rápidamente. El duque de Nemours comprende que ella lo ha reconocido.
Deseando volver a ver a la princesa , el duque de Nemours va a buscar al vídamo de Chartres y le confiesa su apasionado amor hacia su sobrina. El vídamo afirma haber pensado que el duque era el único digno de casarse con la princesa ya que ésta era viuda, y organiza un encuentro: insiste a la princesa para que venga a visitarlo, y el duque de Nemours llegará por una escalera oculta «para no ser visto por nadie».
Finalmente se reencuentran, y el duque de Nemours le confiesa su amor y le admite haber escuchado su conversación con Monsieur de Clèves. La princesa de Cléveris finalmente le confiesa a su vez sus sentimientos, pero también afirma que esta «confesión no tendrá consecuencias» y que seguirá «las austeras reglas que su deber le impone». De hecho, la princesa considera que es culpa de ellos que su marido haya muerto.
Cuando la princesa se niega a casarse con el duque a pesar de la aprobación del vídamo, el duque de Nemours sigue al rey en su viaje con la corte española y la princesa se retira a los Pirineos. Aquejada de una fiebre violenta, se siente a punto de morir, y una vez recuperada, decide pasar parte del año en un convento. El duque de Nemours va a visitarla, pero ella se niega a verlo. Desesperado, su amor se va desvaneciendo poco a poco con el paso de los años, dedicándose a «ocupaciones más santas que las de los conventos más austeros; y su vida, bastante breve, dejó ejemplos inimitables de virtud». La princesa se retira completamente de la sociedad, elige una vida de devoción religiosa y finalmente muere, aferrándose aún a sus principios.

## Contextualización

### Elementos históricos de la novela
Los personajes de La princesa de Cléveris son personajes históricos, aunque algunos detalles han sido modificados. Únicamente el personaje principal es imaginario, aunque se observan ciertos paralelismos con Françoise de Rohan.
- Jacobo de Saboya-Nemours (1531-1585), hijo del duque Felipe de Nemours, nieto del duque Felipe II de Saboya y primo del rey Francisco I

- Margarita de Valois (1523-1574), hija de Francisco I, y de la reina Claudia de Francia

## Fama
La novela fue un enorme éxito comercial en el momento de su publicación, y los aspirantes a leerla fuera de París tuvieron que esperar meses para recibir ejemplares. La novela también provocó varios debates públicos, entre ellos uno acerca de su autoría y otro sobre la sabiduría de la decisión de la princesa de confesar sus sentimientos a su marido adúltero.
La princesa de Cléveris, una de las primeras novelas psicológicas, marcó un importante punto de inflexión en la historia de la novela.

## En la cultura popular
En 2006, antes de convertirse en presidente de Francia, Nicolás Sarkozy hizo algunos comentarios negativos sobre el libro, argumentando que era ridículo que en los exámenes de entrada para funcionarios se incluyeran preguntas sobre ella. Sus comentarios fueron interpretados como una indicación de su opinión de que las universidades deben preparar a las personas para la vida en los negocios, y no «perder» el tiempo con cosas como la literatura. Como resultado, durante las protestas de los profesores universitarios en 2009 en contra de sus propuestas, se llevaron a cabo lecturas públicas de la novela en ciudades de todo el país. Las ventas de la novela se elevaron rápidamente.
En relación con esto, la novela fue utilizada por el cineasta francés Christophe Honoré en su película de 2008 La Belle Personne. La trama de la película sigue aproximadamente el de la novela, cambiándola a un instituto moderno, por lo tanto citando tanto la novela como la razón de su fama actual.
El libro fue también la base de la película de Jean Delannoy con mismo título (adaptada por Jean Cocteau). También la película de Manoel de Oliveira La Carta (película de 1999), y la película de Andrzej Zulawski del año 2000 Fidelidad (protagonizada por Sophie Marceau).